# Henryk Rudnicki
Henryk Rudnicki (ur. 23 października 1905 w Łodzi, zm. 12 kwietnia 1980 tamże) – dziennikarz, legenda łódzkiego dziennikarstwa, politolog, bibliofil, filatelista. Publikował pod pseudonimami Hendryk, Henryk i M. Jastrzębiec.

## Rodzina
Był synem Ignacego, stolarza i Stanisławy, krawcowej. Ojciec był członkiem SDKPiL i z tego powodu musiał się jakiś czas ukrywać przed carską policją podczas wydarzeń rewolucyjnych okresu 1905–1907.
Od połowy(?) lat 30. XX w. zamieszkał w podłódzkiej wówczas wsi Radogoszcz, przy ul. Zielonej, która od 20 IX 1951 r. nosi miano Jeziorna. Dom ten, prawdopodobnie typowy przedmiejski budynek, już nie istnieje. Obecnie jest to okolica bloku mieszkalnego pod adresem ul. Biedronkowa 3, bl. 110.
Około polowy lat 60. XX w. przeprowadził się do Łodzi, gdzie zamieszkał w bloku przy ul. Marysińskiej 102a i to był jego ostatni adres zamieszkania.
Był ojcem dziennikarza – Leszka Rudnickiego.

## Praca zawodowa

### Okres międzywojenny
Po ukończeniu na początku międzywojnia szkoły powszechnej był gońcem w składzie aptecznym, sprzątaczem, urzędnikiem w księgowości firmy „M. Kon i Natkin”. Dzięki znajomości języków obcych otrzymał w maju 1929 r. etat korektora w gazecie codziennej „Kurier Łódzki”, później redaktora depeszowego.
Pisał wiersze i pierwsze swoje młodzieńcze utwory drukował w „Małym Kurierze” od 1930 r. Od 1932 r. po ustąpieniu redaktora Ryszarda Manugiewicza kierował „Małym Kurierem”. Zamieszczał też w „Kurierze Łódzkim” felietony, nowele kryminalne, tłumaczenia artykułów z prasy zagranicznej.
Od 1930 r. był członkiem oddziału łódzkiego Syndykatu Dziennikarzy w Polsce.

### Okres II wojny światowej
Po wybuchu II wojny światowej włączył się w Łodzi w działalność miejscowego społecznego Polskiego Komitetu Niesienia Pomocy Najbiedniejszym (powstał w grudniu 1939), w którym piastował funkcję skarbnika. Działał w nim do jego rozwiązania na polecenie okupanta niemieckiego w czerwcu 1940 roku.
Cały okres II wojny światowej i okupacji niemieckiej w Łodzi spędził w tym mieście mieszkając na Radogoszczu, w pobliżu więzienia radogoskiego. Najpierw, dzięki znajomości języka niemieckiego, pracował w łódzkim Arbeitsamcie, a od połowy 1941 r. do końca okupacji zatrudniony był jako pomocnik księgowego w firmie „Hermann A. Monsees”.
W nocy z 17 na 18 stycznia, w przeddzień wyzwolenia Łodzi spod okupacji niemieckiej przez Armię Czerwoną (19 I 1945), obserwował ze swego domu palące się więzienie radogoskie. Był jednym z pierwszych, który znalazł się na jego terenie, kiedy stało się to możliwe. Zaczął organizować pochówek ofiar masakry na pobliskim cmentarzu oraz zabezpieczał materialne ślady zbrodni.

### Okres powojenny
Był inicjatorem powołania doraźnej Nadzwyczajnej Komisji dla Zbadania Zbrodni Niemieckich w Obozie Śmierci na Radogoszczu, która opublikowała swoje sprawozdanie w jednym z pierwszym numerów pierwszego powojennego łódzkiego dziennika „Wolna Łódź” 26 stycznia 1945 roku. Pierwszy numer „Wolnej Łodzi”, którą stworzył wraz z Edwardem Uzdańskim i ją redagował, ukazał się 24 stycznia 1945 roku. Łącznie ukazało się dziesięć numerów.
Mniej więcej w tym samym czasie został sekretarzem Komitetu Dzielnicowego PPR Łódź-Radogoszcz. Z jego inicjatywy, w oparciu o załogę zajezdni tramwajów podmiejskich ŁWEKD na „Helenówku”, powstał Społeczny Komitet Opieki nad Byłym Więzieniem Radogoskim, który również objął opieką mogiłę ofiar styczniowej masakry na cmentarzu radogoskim. Trudno przecenić jego rolę w zachowaniu pamięci o więźniach i ofiarach więzienia radogoskiego.
W czerwcu 1945 r. ukazał się w Łodzi pierwszy numer „Głosu Robotniczego” (organu PPR), w którym podjął pracę. W „Głosie Robotniczym” pracował do przejścia na emeryturę. Był dziennikarzem, sekretarzem redakcji, kierownikiem działu miejskiego, członkiem kolegium. Pisał i publikował przede wszystkim felietony. Napisał ich ponad 800, m.in. w dwóch cyklach: Ze środy na piątek (wydane w broszurze przez zespół „Głosu Robotniczego” w 1985 r.) – sygnowane pseudonimem Hendryk (bałucki slang) i Kartki z dawnych lat – poświęcone historii Łodzi. Tłumaczył i zamieszczał doniesienia z prasy zagranicznej.
Odszedł na emeryturę w 1975 r, ale nadal utrzymywał kontakt z redakcją, m.in. pisząc dalej felietony w swojej rubryce „Ze środy na piątek”. Ostatni ukazał się 11 kwietnia – na dzień przed śmiercią autora. Pochowany został na cmentarzu komunalnym na Dołach w Łodzi (kw. 30, rz. 28, gr. 9).

## Działalność społeczna
Był aktywnym działaczem społecznym w stowarzyszeniu dziennikarskim, członkiem Stowarzyszenia Dziennikarzy Polskich (przez wiele lat pełnił funkcję przewodniczącego Komisji Rewizyjnej Oddziału Łódzkiego SDP). Należał do PPR, a następnie do PZPR.
Na niwie społecznej: wymyślał i ogłaszał na łamach gazety przeróżne konkursy i akcje, m.in. dla dzieci niewidomych czy też równolatków PRL, pomocy ludziom starszym i samotnym. Relacjonował przebieg i rezultaty każdej z akacji. Prowadził akcję „Dym”, w ramach której zorganizowany konkurs na wzorowego palacza zmniejszyć miał chmurę dymu nad Łodzią i przyczynić się do oszczędności węgla. W końcu 1969 r. w konkursie uczestniczyło 80 palaczy z 26 największych „kominowych trucicieli”.

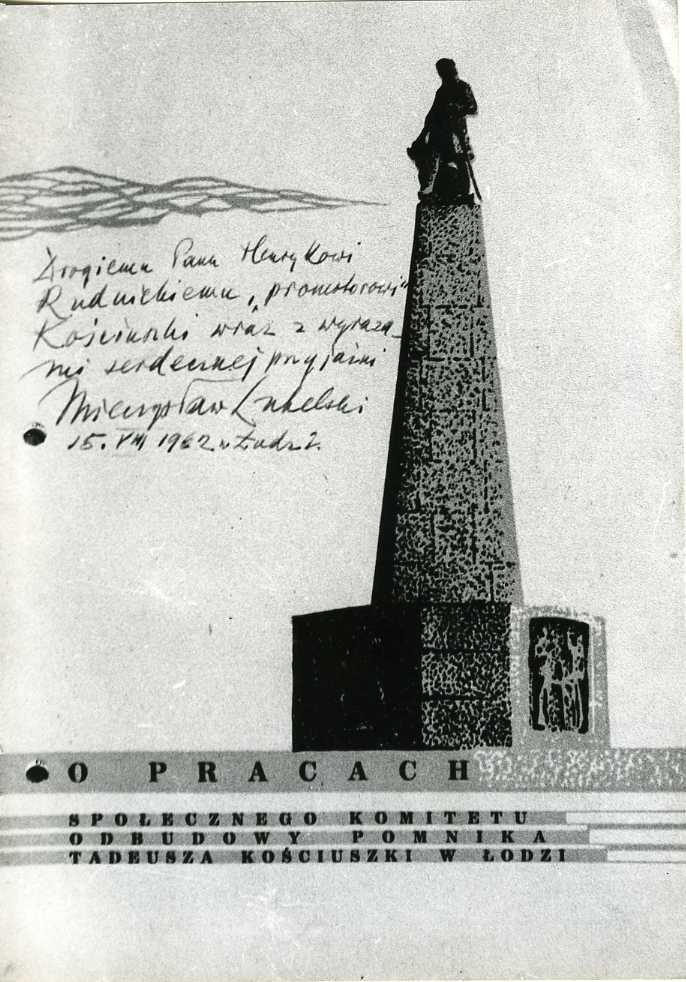
Fotokopia dedykacji rzeźbiarza Mieczysława Lubelskiego dla H. Rudnickiego; 15 VIII 1962

Największą jego akcją społeczną na rzecz Łodzi i jej mieszkańców było doprowadzenie do odbudowy pomnika T. Kościuszki na placu Wolności w Łodzi. Inicjując w końcu lat 50. XX w. wśród łodzian zbiórkę złomu metali kolorowych i pieniędzy doprowadził do odbudowy w 1960 r. – zniszczonego przez hitlerowców 11 listopada 1939 r. – tego pomnika.
Był też wychowawcą i edukatorem młodych kadr dziennikarskich, z jego szkoły wyszło wielu dziennikarzy i autorów. Jeden z nich, Jerzy Wilmański, umieścił w 1978 r. dedykację w swojej książce:
To Pan przed laty… (czas uchodzi)
uczył mnie abecadła Łodzi
historii miasta, dźwięków, dymów,
przedmieść, zaułków i kominów...
To Pan przed laty... (lepiej nie liczyć)
w redakcji nie dał mi się byczyć
lecz pędził w miasto, w pejzaż Łodzi:
„chodzić po mieście, trzeba chodzić...”

## Odznaczenia i wyróżnienia
- Krzyż Oficerski Orderu Odrodzenia Polski,
- Order Sztandaru Pracy II klasy,
- Honorowa Odznaka Miasta Łodzi (1961 r.),
- Nagroda Miasta Łodzi (1974 r.).

## Upamiętnienie postaci i dorobku
W styczniu 1984 r. z inicjatywy redakcji „Głosu Robotniczego” w Muzeum Historii Miasta Łodzi otwarto wystawę poświęconą życiu i działalności Henryka Rudnickiego (scenariusz Jolanta Błaszkowska, projekt plastyczny Enver Erol). W 1985 r., także z inicjatywy zespołu „Głosu Robotniczego”, wydano, przygotowany do druku przez Ryszarda Poradowskiego, wybór jego felietonów z 25 lat ukazywania się ich na łamach „GR” w cyklu „Ze środy na piątek”.